# Ancien tramway de Mulhouse
L'ancien tramway de Mulhouse est un réseau de tramway urbain et suburbain qui a fonctionné dans la ville de Mulhouse entre 1882 et 1956.

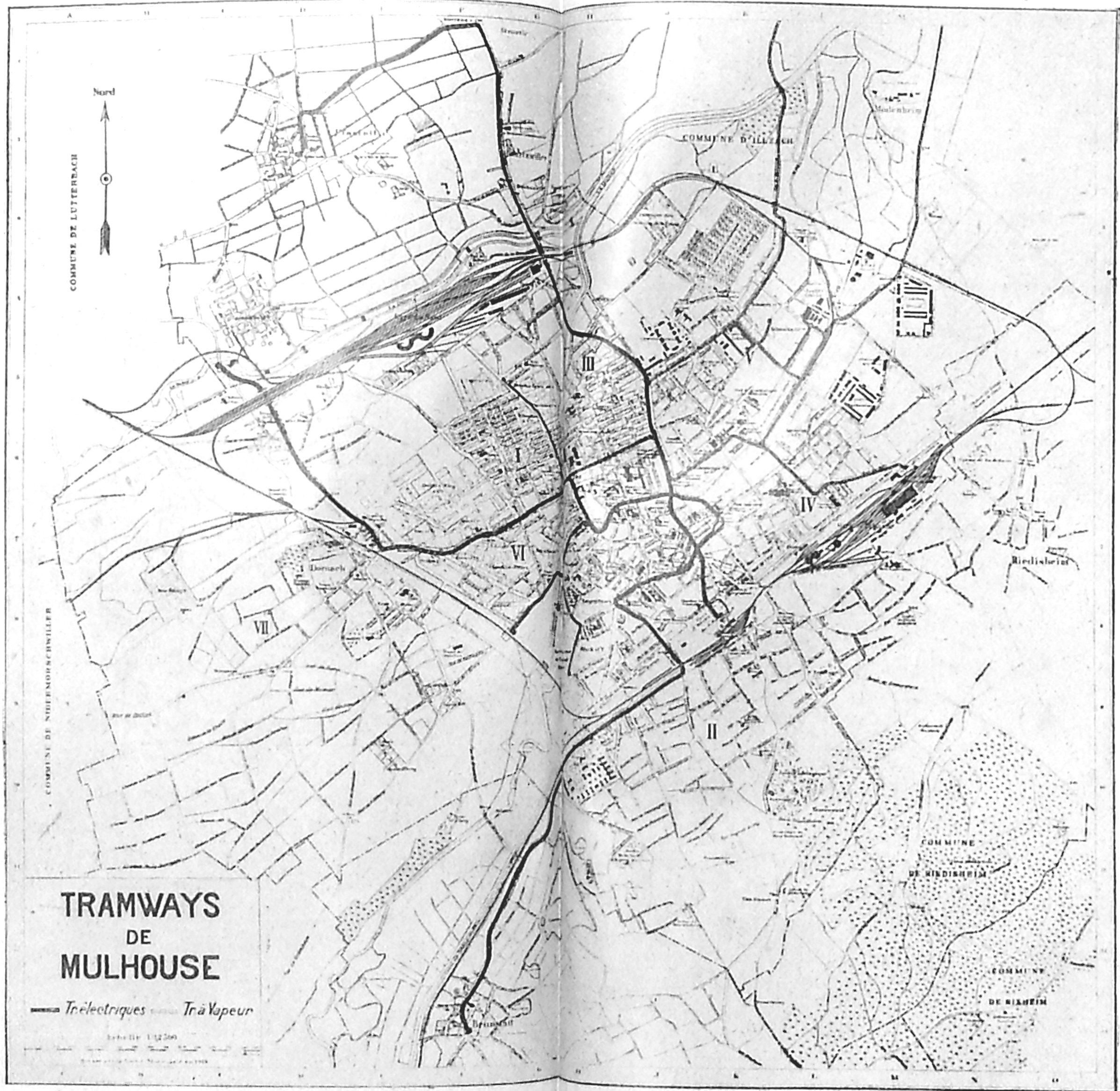
Plan du réseau en 1928

Carte animée de l'évolution des infrastructures ferroviaires de l'agglomération de Mulhouse, dont celle des anciens et actuels tramways, de 1880 à nos jours.

## Historique

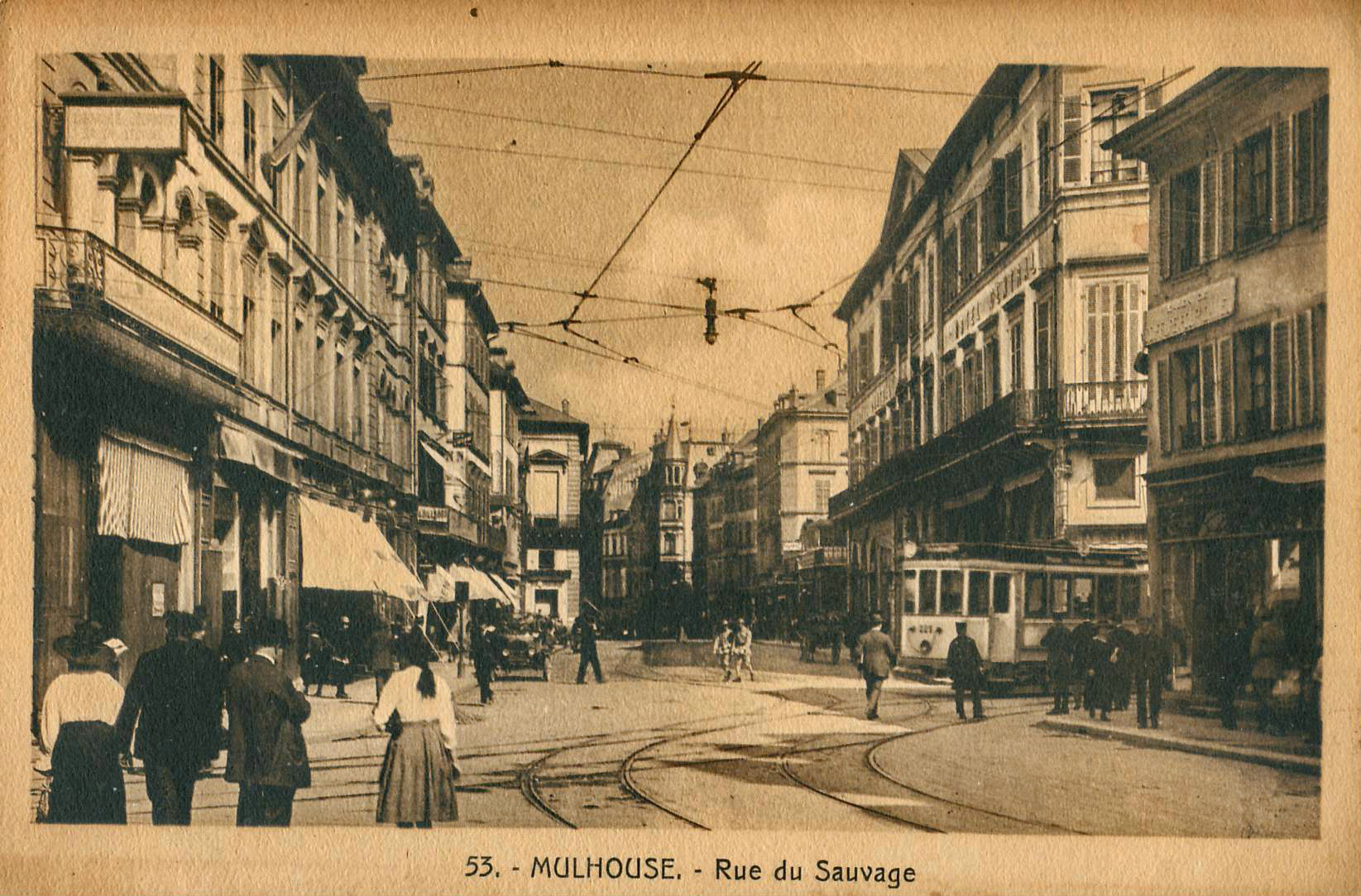
Tramway urbain, dans les années 1920

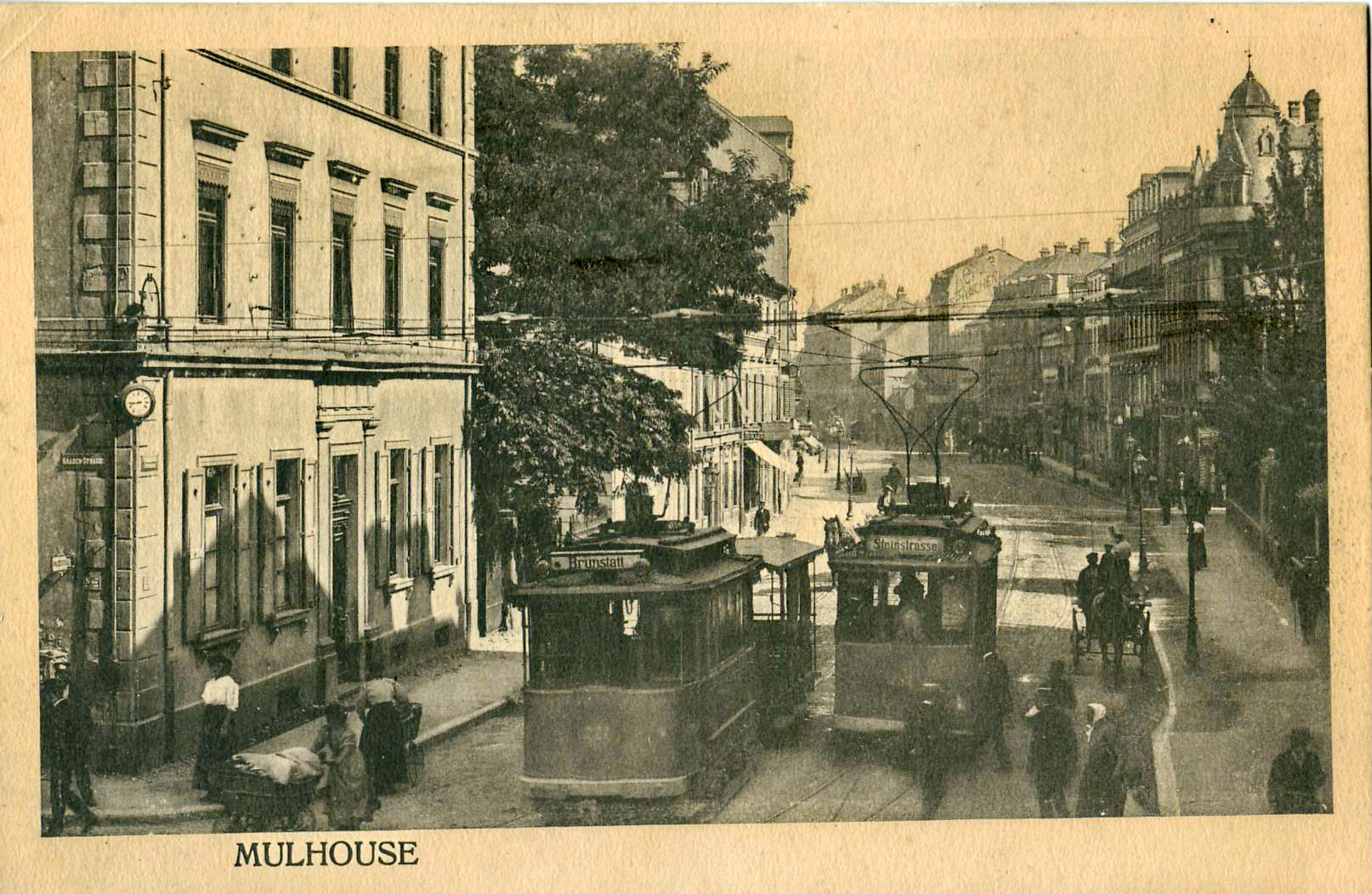
Croisement de deux tramways électriques dans les années 1920

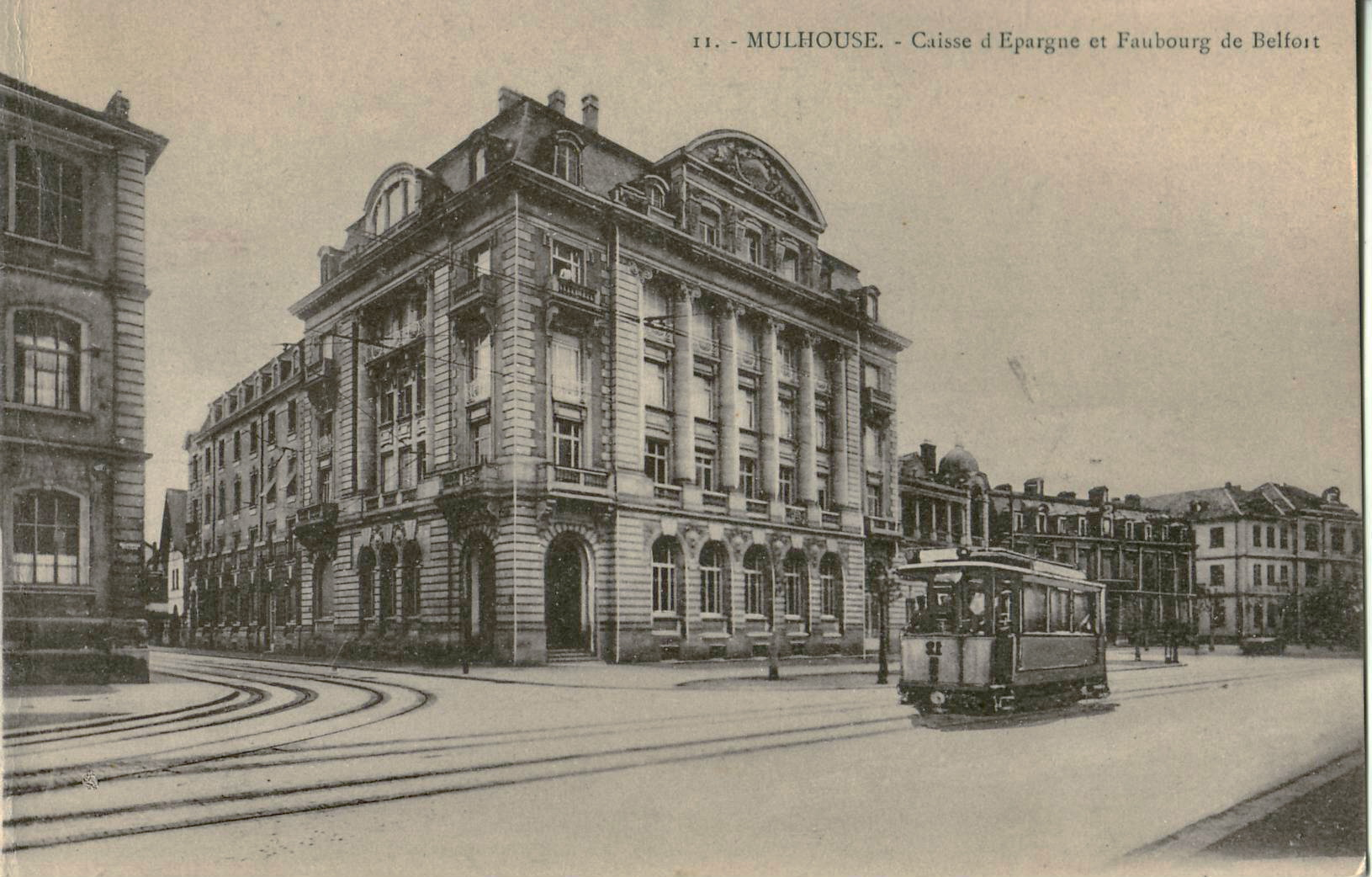
Tramway électrique dans le faubourg de Belfort

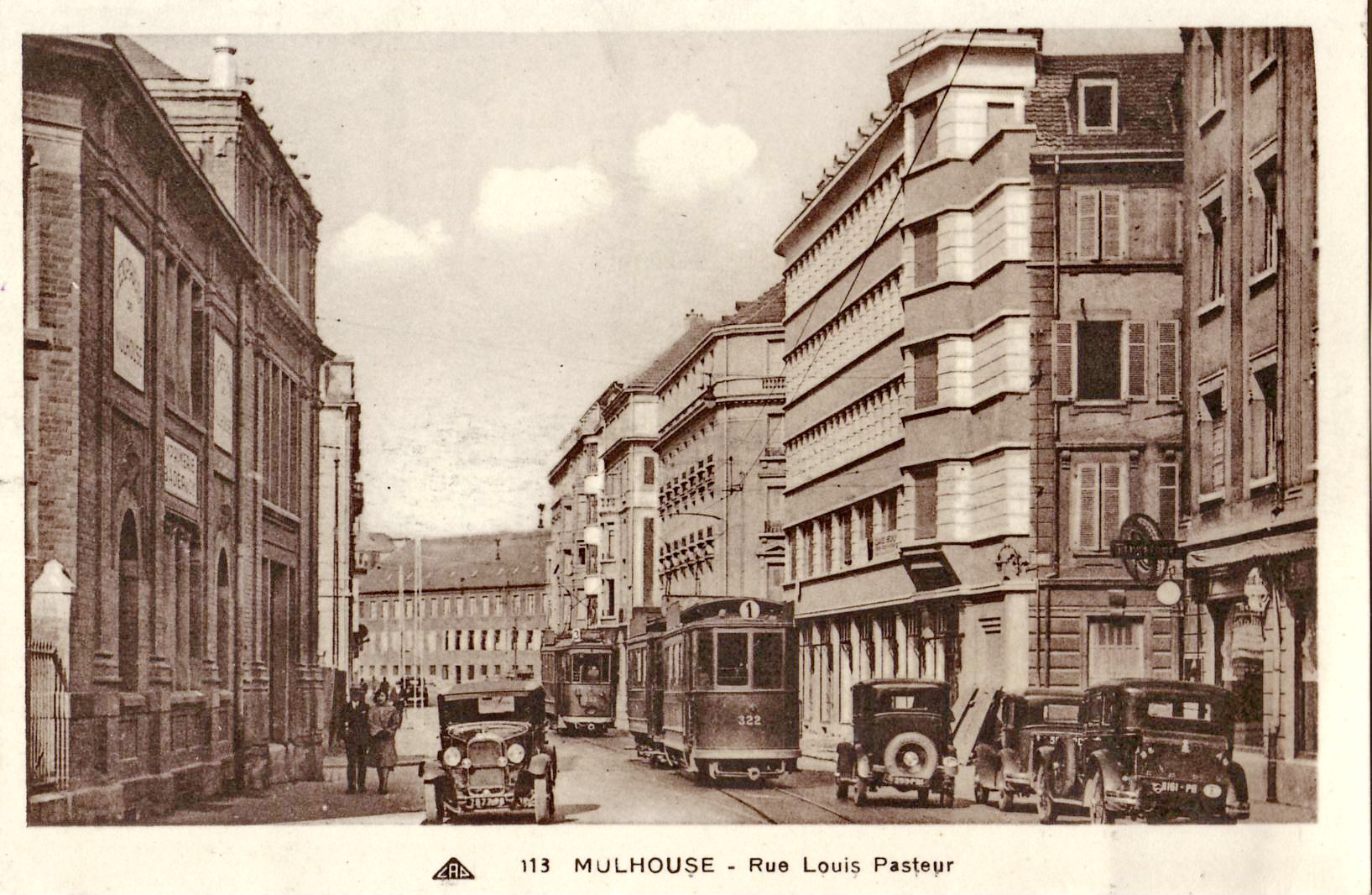
Tramways, rue Louis-Pasteur

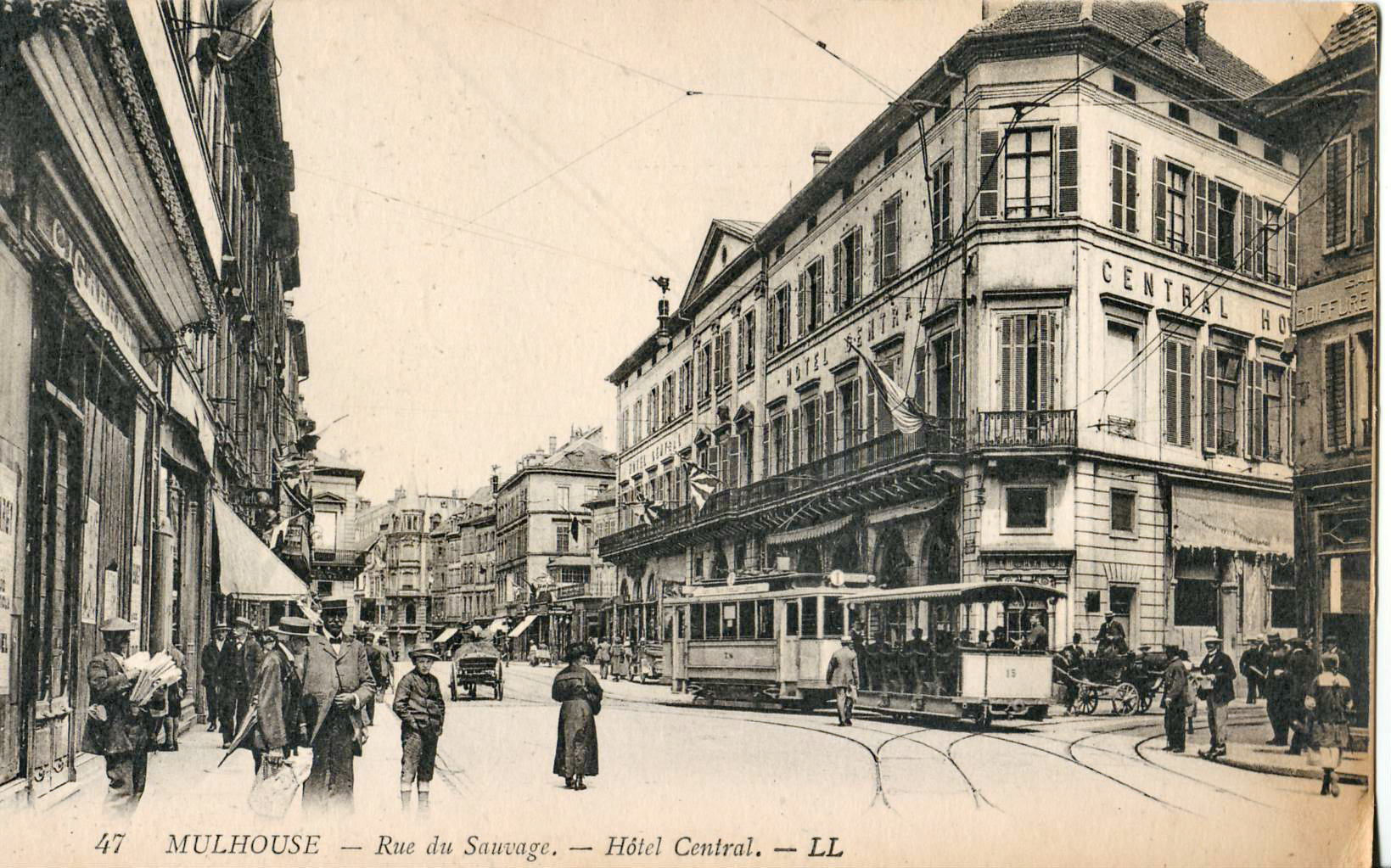
Motrice fermée tractant la baladeuse ouverte no 15 sur la ligne 1, rue du Sauvage

La ville de Mulhouse a eu son premier réseau de tramway en 1882. Il  relia la "Porte-Jeune", carrefour situé au centre-ville, à Dornach et  fut inauguré le 24 mai de cette année-là.
Le réseau n'était pas encore électrifié et les voitures sont tractées par des locomotives à vapeur . 
Le 1er octobre, l'intégralité de la première ligne fut mise en service. Elle reliait alors la gare centrale à Dornach, en passant par la "Porte-Jeune". 
Cette ligne fut électrifiée en 1894 et fonctionnait alors de 6h45 à 21h30. Les voitures se succédaient toutes les 7 minutes 30 et circulaient à une vitesse pouvant atteindre 20 km/h.
Le 1er mars 1883, une ligne "Porte-Jeune" - Bourtzwiller a été inaugurée. Cette ligne fut prolongée jusqu'à Pfastatt en novembre 1889. 
En décembre 1899, une ligne "Porte-Jeune" - Brunstatt a été mise en service.
Le 1er juin 1927, deux ans après la pose des premiers rails, a été inaugurée la ligne de tramway qui relia la rue de Galfingue à Riedisheim.
Comme dans beaucoup de villes françaises, ce premier réseau a disparu, victime de la concurrence de l'automobile, et le dernier tramway a circulé à Mulhouse en 1957.

## Les exploitants
Le réseau était exploité par deux compagnies :
- La Société des tramways de Mulhouse (TM) ou Tramway Mülhausen Aktien Gesellschaft  qui exploite le réseau urbain

- La  Société anonyme du tramway de Mulhouse à Ensisheim et Wittenheim, ou Strassenbahnen Mülhausen - Ensisheim und Wittenheim Aktiengesellschaft (SMEW), chargée de l'exploitation du réseau suburbain.

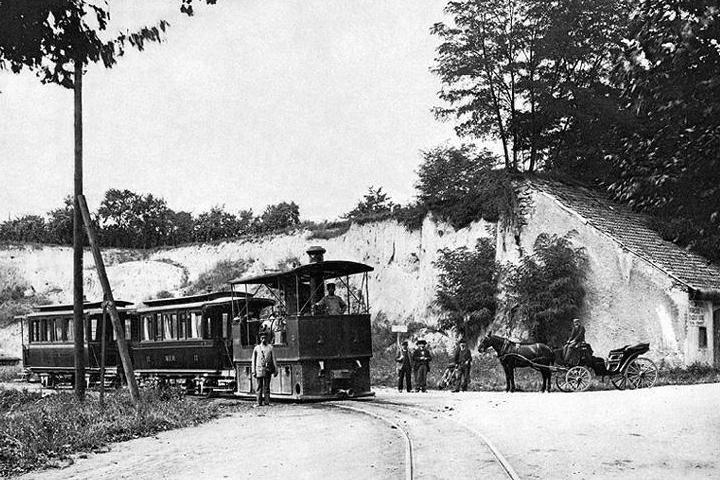
Ancien tramway Mühlhausen–Ensisheim–Wittenheim (SMEW) à l'arrêt du "Hohle Berg" à Pfastatt

Ces deux compagnies fusionnent en 1930. Le réseau atteint dans  son développement maximum une longueur de 57 km.